# Brixia sanctaemariae
Brixia sanctaemariae är en insektsart som beskrevs av Synave 1965. Brixia sanctaemariae ingår i släktet Brixia och familjen kilstritar. Inga underarter finns listade i Catalogue of Life.